# Mark Strudal
Mark Strudal (Glostrup, 29 aprile 1968) è un allenatore di calcio ed ex calciatore danese, di ruolo attaccante.

## Palmarès

### Club

#### Competizioni nazionali
- DFB-Pokal: 1

Borussia Dortmund: 1988-1989
- Supercoppa di Svizzera: 1

Grasshoppers: 1989
- Lega Nazionale A: 2

Grasshoppers: 1989-1990, 1990-1991
- Coppa Svizzera: 2

Grasshoppers: 1989-1990, 1990-1991
- Landspokalturneringen: 1

Brøndby: 1993-1994

#### Competizioni internazionali
- Coppa Piano Karl Rappan: 2

Grasshoppers: 1989, 1991

### Nazionale
- Campionato d'Europa: 1

Danimarca: 1992
- Confederations Cup: 1

Danimarca: 1995